# França nos Jogos Olímpicos de Verão de 1992
A França participou dos Jogos Olímpicos de Verão de 1992 em Barcelona, na Espanha. 